# 查南齐达·朱查仑
查南齐达·朱查仑（1999年1月15日—），泰國女子羽毛球運動員。

## 簡歷
2017年8月，查南齐达·朱查仑代表泰國參加在馬來西亞吉隆坡舉行的东南亚运动会羽毛球比賽，助泰國隊贏得女子團體比賽金牌。

## 主要比賽成績
只列出曾進入準決賽的國際賽事成績：
| 年份   | 賽事                   | 公開賽級別 | 項目     | 搭檔              | 成績   |
| ------ | ---------------------- | ---------- | -------- | ----------------- | ------ |
| 2017年 | 東南亞運動會羽毛球比賽 | 其他       | 女子團體 | －                | 金牌   |
| 2018年 | 奧地利羽毛球公開賽     | 國際挑戰賽 | 女子單打 | －                | 準決賽 |
| 2018年 | 印度羽毛球國際挑戰賽   | 國際挑戰賽 | 女子單打 | －                | 準決賽 |
| 2018年 | 尼泊爾羽毛球國際系列賽 | 國際系列賽 | 女子單打 | －                | 冠軍   |
| 2019年 | 越南羽毛球國際挑戰賽   | 國際挑戰賽 | 女子單打 | －                | 準決賽 |
| 2019年 | 孟加拉羽毛球國際挑戰賽 | 國際挑戰賽 | 女子雙打 | Walaiphan Patimon | 準決賽 |

| 2007-2017年 | 首要超級賽 | 超級賽 | 黃金大獎賽 | 大獎賽 | 國際挑戰賽 | 國際系列賽 | 未來系列賽 | 其他 |

| 2018-2026年 | 總決賽 | 超級1000賽 | 超級750賽 | 超級500賽 | 超級300賽 | 超級100賽 | 國際挑戰賽 | 國際系列賽 | 未來系列賽 | 其他 |